# アメリカ連合国アリゾナ準州

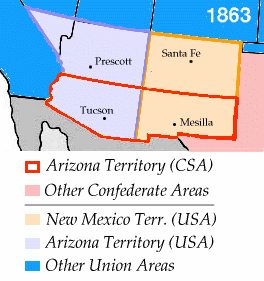

アメリカ連合国アリゾナ準州（アメリカれんごうこくアリゾナじゅんしゅう、Arizona Territory of CSA）は、1861年から1865年まで存在したアメリカ連合国の自治的領域（準州）である。この準州は、1863年にアメリカ合衆国によって起立されたアリゾナ準州とは地域的に重複する部分はあるものの同一ではない。この地域は当時、アメリカ連合国支持者の人口割合が高かった南カリフォルニアへのアクセスルートであったため、南北戦争の西部戦線における、いくつかの重要な戦闘の舞台ともなった。

## 歴史
南北戦争以前は、現在のニューメキシコ州とアリゾナ州の土地のすべてはニューメキシコ準州の一部であった。1856年という早い時期から、（北部に位置する）サンタフェにあるニューメキシコ準州政府が、その南部分までを効果的に統治できるかどうかの能力に関しては疑問が呈されていた。準州南北を分断するように横たわるホルナダ・デル・ムエルトと呼ばれる荒涼とした地域が存在し、往来を困難にしていたことが主な理由であった。
1860年7月、ニューメキシコ準州の南半分の入植者の会議がツーソンで開かれた。会議では、準州の（現在のニューメキシコおよびアリゾナ両州は東西に分かれているのとは対照的に）北緯34度から南側を「アリゾナ準州」として分離独立することとし、その新準州の憲法までが起草された。会議ではさらに、このアリゾナ準州の知事としてルイス・オウィングスを、また、アメリカ合衆国議会への代表者一名も選出した。しかしこの提案は、新しい準州が最終的には奴隷州になることを心配した反奴隷制を支持する議員らの反対によって不首尾に終わった。
南北戦争の開戦以後、連合国への支持はニューメキシコ準州南部では強固なものとなった。その大きな理由は、ニューメキシコ州を、アメリカ合衆国がないがしろにしたためであった。1861年 3月、ニューメキシコ州メシーリャの市民は会議を招集し、アメリカ合衆国からの離脱とアメリカ連合国への加盟について議論し、3月16日、議会は離脱のための法令を採択した。当該地域と連合国と共通の利害と地理的条件、開拓者保護の必要性、合衆国政府の下での郵便業務ルートが機能していない状態であることなどがその理由として引き合いに出された。この法令は準州の西部地域も一緒に離脱することを提起した。これを受けて、3月28日、西部地域に位置する、現在のアリゾナ州ツーソンにおいて第二回会議が行われ、ここでメシーリャの法令が批准された。その後に会議は、「アメリカ連合国アリゾナ準州」としての暫定的な準州政府を創設した。ここでオウィングスは再び暫定知事として選出され、グランヴィル・ヘンダーソン・オウリーがアメリカ連合国への加盟請願のための代表者に選ばれた。
1861年7月、ジョン・ベイラー中佐率いるテキサス人（連合国）部隊が、メシーリャからみてちょうど州境の向こう側にあるテキサス州エルパソに到着した。離脱を支持するメシーリャ住民の支援を受け、7月25日にベイラーの第2テキサス騎馬ライフル銃隊はニューメキシコ準州内に侵攻し、メシーリャの町の中に陣を張った。この報を受け、フィルモア砦近くにいたアイザック・リンド少佐率いる合衆国軍は、ベイラーを攻撃する準備をした。7月27日、両軍はメシーリャの町郊外で対峙した（メシーリャの戦い）。短時間の戦闘で合衆国軍部隊は敗れた。リンド少佐はフィルモア砦をあきらめ、エドワード・キャンビー率いるクレイグ砦の部隊に合流しようと北に敗走を始めた。しかし、彼はベイラー軍に追跡を受け、オルガン山脈のサン・アグスティン・スプリングスで投降を余儀なくされた。
1861年8月1日、勝利を得たベイラーは、前年に行われたツーソンでの会議で定められた地域を連合国アリゾナ準州であると宣言した。彼は自らを終身知事に任命した。
この地域を自治化する法案が1862年始めにアメリカ連合国議会で可決され、1862年2月14日、ジェファーソン・デイヴィス大統領によって宣言された。連合国による地域支配を強化するため、ニューメキシコ作戦が立案された。1862年、ベイラーはデイヴィス大統領によって知事職を失脚させられ、グロリエッタ峠における戦闘での連合国の敗戦が、準州からの彼らの撤退を余儀なくさせた。翌月、ツーソンに駐屯していた連合国軍の小部隊が、カリフォルニアからの合衆国騎馬隊と戦闘を行い、引き分けた（いわゆるピカチョ峠の戦い）。これはアメリカ連合国にとって最も西方で行われた軍事行動であった。1862年7月までに、合衆国軍は準州の首都であるメシーリャに接近したため、政府はテキサス州へ逃れ、サンアントニオで亡命政府として存続した。アリゾナでの抵抗運動はゲリラ的に継続し、1865年5月の西部での戦争の終結まで、連合国の部隊はアリゾナの旗の下で戦った。